# Grand Calirou
Grand Calirou är en kulle i Schweiz. Den ligger i kantonen Neuchâtel, i den västra delen av landet, 60 km väster om huvudstaden Bern. Toppen på Grand Calirou är 1 122 meter över havet.